# Recinto Amurallado de Chert
El Recinto Amurallado de Xert, está formado por los restos de la antigua muralla que rodeaba el municipio de Chert, en la comarca del Bajo Maestrazgo, en la provincia de Castellón, para darle protección. Como toda muralla está catalogada como Bien de interés cultural según obra en la Dirección General de Patrimonio Artístico, de la Generalidad Valenciana, aunque no cuenta con anotación  ministerial, sino que tan sólo posee una código de identificación: 12.03.052-008.
En la actualidad, quedan escasos restos del recinto amurallado que protegió la población antaño, sobre todo la zona que constituía el núcleo primitivo de la población, es decir el núcleo histórico de Chert (que es donde se encuentran los edificios más señalados de la localidad, como es el caso de la iglesia Vella).
Pero, al igual que ocurrió con otras muchas poblaciones, la ampliación del municipio por el aumento de la demografía, arrasó con las murallas, o pasaron a quedar incorporadas como lienzos de nuevas casas que se construían adosadas e ellas. Pese a esto, pueden contemplarse unos escasos restos el una de las calles próximas a la plaza de la iglesia.